# Kengo Tsutsumi
Kengo Tsutsumi (堤 健吾 Tsutsumi Kengo?, nacido el 8 de marzo de 1978 en Oita) es un exfutbolista japonés. Jugaba de defensa y su único club fue el Kataller Toyama de Japón.

## Trayectoria

### Clubes
| Club            | País  | Año         |
| --------------- | ----- | ----------- |
| Kataller Toyama | Japón | 2000 - 2010 |